# بمباران بورودیانکا
شهر بورودیانکا به شکل گسترده در جریان آفند روسیه به اوکراین در سال ۲۰۲۲ توسط نیروهای مسلح روسیه بمباران شد.
ولودیمیر زلنسکی از ویرانی شهر در ۷ آوریل ۲۰۲۲، یک هفته پس از کشف قتل‌عام بوچا خبر داد. تا ۱۷ آوریل ۲۰۲۲، طبق اعلام سرویس اضطراری دولتی اوکراین، ۴۱ جسد پیدا شده‌است.

## آفندهای روسیه
پیش از آفند روسیه به اوکراین در سال ۲۰۲۲، بورودیانکا، یک «شهر تک‌خیابانی» آرام در شمال کیف، با حدود ۱۳۰۰۰ ساکن بود.
هنگامی که نیروهای روسی در کیف و نزدیکی آن می‌جنگیدند، بورودیانکا، که در جاده ای مهم و راهبردی قرار دارد، مورد هدف آفندهای هوایی پرشمار روسیه قرار گرفت. به گفته ایرینا وندیکتوا، دادستان کل اوکراین، سربازان روسی از بمب‌های خوشه‌ای و راکت‌های تورنادو و اوراگان برای، ویرانی ساختمان‌ها استفاده کردند و «شب، زمانی که حداکثر تعداد افراد در خانه بودند» شلیک کردند. بیشتر ساختمان‌های شهر تخریب شدند، که تقریباً تمام خیابان اصلی آن را شامل می‌شود. بمب‌های روسی به مرکز ساختمان‌ها برخورد کرد و در حالی که پیکربندی ساختمان برجاماند، ساختمان‌ها فرو ریختند. الکسی رزنیکوف، وزیر پدافند اوکراین، گفت که بسیاری از ساکنان در اثر حملات هوایی زنده به گور شدند و تا یک هفته در حال مرگ بودند. وی در ادامه گفت به کسانی که برای کمک به آنها رفته بودند توسط سربازان روسی تیراندازی شد.
وندیکتوا همچنین سربازان روسی را به «قتل، شکنجه و ضرب و شتم» غیرنظامیان متهم کرد.
برخی از ساکنان به مدت ۳۸ روز در جان‌پناه‌ها پنهان شدند. در ۲۶ مارس ۲۰۲۲، روسیه که از کیف عقب کشیده بود، به تدریج از منطقه خارج شد تا بر دونباس متمرکز شود. شهردار بورودیانکا گفت که وقتی کاروان روسیه در شهر حرکت می‌کرد، سربازان روسی از هر پنجره باز شلیک می‌کردند. او حداقل ۲۰۰ کشته را تخمین زد.
تا زمانی که روس‌ها عقب‌نشینی کردند، تنها چند صد نفر در بورودیانکا باقی ماندند، تقریباً ۹۰٪ ساکنان فرار کردند، و تعداد نامعلومی در زیر آوار کشته شدند. سربازان روسی در حال عقب‌نشینی مین‌هایی را در سراسر شهر کار می‌گذاشتند.
به گزارش یوروپ ۱، ده روز پس از خروج روس‌ها، آتش‌نشانان همچنان در تلاش بودند تا اجساد را از زیر آوار بیرون بیاورند تا آنها را با احترام به خاک بسپارند. کار آنها به دلیل خطر ریزش ساختمان‌های دیگر پیچیده بود. روزانه اجساد بیشتری کشف می‌شد. سردخانه‌های محلی کاملاً پر شده بودند و اجساد باید ۱۰۰ کیلومتر یا بیشتر جابه‌جا می‌شدند.